# Sopmaskin

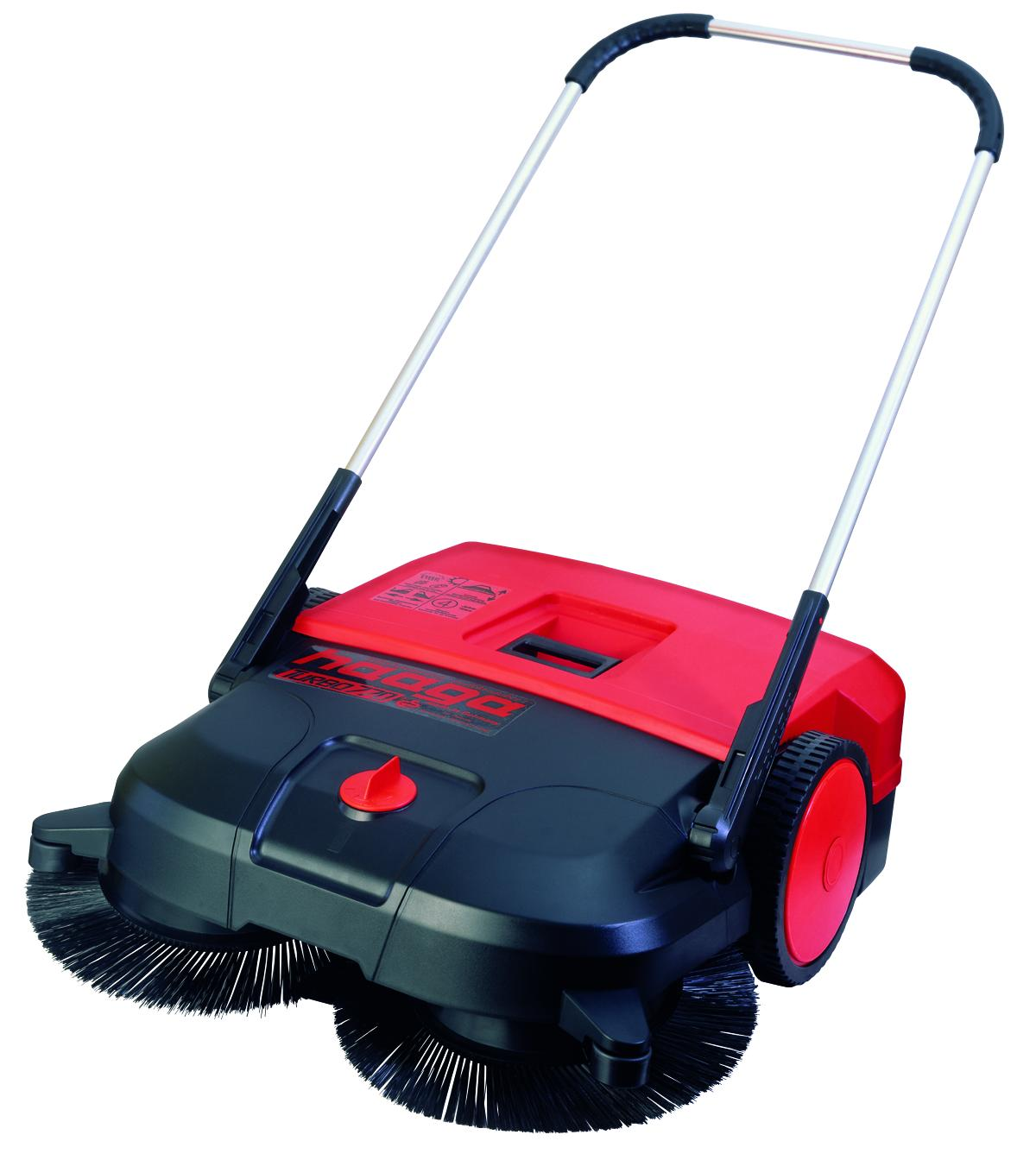
En sopmaskin.

En sopmaskin är en maskin som används för att sopa och suga upp torrt damm och skräp inomhus och utomhus. Tennant Corporation i USA byggde den första sop- och sugmaskinen och har fortsatt att utveckla maskintypen sedan dess. Det finns hand-, gasol-, batteri-, bensin- och dieseldrivna sopmaskiner att köpa på den svenska och internationella marknaden. Ett exempel på tillverkare är Kärcher.